# His Lost Love
His Lost Love é um filme mudo norte-americano de 1909 em curta-metragem, do gênero drama, dirigido por D. W. Griffith. O filme foi produzido e distribuído por Biograph Company. Cópia do filme encontra-se conservada.